# 章嘉楨
章嘉楨（1552年—？），字元禮，號衡陽，浙江湖州府德清縣人，民籍，明朝政治人物。

## 生平
萬曆七年（1579年）己卯科浙江鄉試第四十九名舉人，八年（1580年）中式庚辰科會試第一百十名，三甲第一百八十七名進士。礼部觀政，本年授蒲圻縣知縣，任內發動縣民築堤治水，政績卓著，丁憂归乡。十四年复除當塗縣知縣，十六年任应天府乡试同考官，本年又同考应天武举，十八年升兵部主事，丁憂归乡。二十一年复除本部，调禮部主事，本年又调吏部文选司主事，二十年（1592年）升吏部文選司員外郎。因顧憲成案牽連，降职为羅定州同知，解職歸里。
萬曆三十七年（1609年）起升南京刑部主事，调任南京吏部验封司主事，四十年升尚寶司丞，四十二年升通政司参议，四十三年六月升右通政，四十五年因京察去職。
天啓二年（1622年）正月被降职为两淮运判。

## 家族
曾祖章裕；祖父章鑾；父章子沐。母孫氏；繼母丁氏。重慶下。妻臧氏。兄章建楨，弟章吉楨、章參楨、章臺楨、章彥楨、章友楨、章熹楨、章端楨。